# Carașoveni
Carașovenii (sau Karasevci), sârbă și croată Krašovani, Karašovani) sunt un grup etnic catolic de origine slavă, vorbitori al dialectului kosovo-resavski, nativi în Carașova și alte localități apropiate din județul Caraș-Severin. Numărul carașovenilor este estimat la aproximativ 7. 500 de persoane. Aceștia trăiesc în România, majoritatea în Carașova și Lupac. 
La recensământul din 2002, doar 207 persoane s-au declarat carașoveni (în 1992 s-au declarat 2.775 persoane). Majoritatea carașovenilor preferă astăzi să se declare croați întrucât religia catolică este predominantă în Croația. O parte din ei se declara sârbi.